# Franz-Keldysh-Effekt
Der Franz-Keldysh-Effekt (FKE) ist eine Änderung der Fundamentalabsorption eines Halbleiters in Anwesenheit eines elektrischen Feldes. Er wurde 1957/58 nahezu zeitgleich von Walter Franz und Leonid Keldysch beschrieben und 1960 erstmals von Richard Williams an Cadmiumsulfid (CdS) beobachtet. Eine weitergehende Erklärung erfolgte 1964 durch Keldysch.

## Beschreibung

Illustration des Franz-Keldysh Effekts.

Die Änderung der Fundamentalabsorption wird durch eine Reduzierung der effektiven Bandabstandsenergie hervorgerufen. Ohne elektrisches Feld durchläuft ein Photon mit einer Energie unterhalb der Bandlückenenergie den Halbleiter, da es nicht ausreichend Energie besitzt, um absorbiert zu werden. Es besitzt also nicht genügend Energie um ein Elektron vom Valenz- ins Leitungsband anzuheben.
Wird an den Halbleiter ein elektrisches Feld angelegt, so verkippen die Bandkanten. Die Wellenfunktion der Ladungsträger und damit deren Aufenthaltswahrscheinlichkeit klingen jetzt exponentiell in die verbotene Zone zwischen den Bändern ab. Das heißt, die Wahrscheinlichkeit, ein Elektron in der Bandlücke zu finden, nimmt entsprechend einer Exponentialfunktion ab. Ein Valenzelektron, das von einem absorbierten Photon mit einer Photonenenergie leicht unterhalb der Bandlückenenergie in das Leitungsband gehoben werden soll, muss eine dreieckförmige Energiebarriere durchtunneln. Lösungen der Schrödingergleichung für ein solches Dreieckspotential bieten hierbei Airy-Funktionen. Die Barrierenhöhe hängt von der Bandlückenenergie und der Photonenenergie ab, die Dicke vom elektrischen Feld. Der Franz-Keldysh-Effekt ist somit ein photonenunterstützter Tunnelprozess. Die Dicke der Barriere verringert sich mit steigendem Feld, so dass die Tunnelwahrscheinlichkeit ansteigt.

Absorptionsänderung durch den Franz-Keldysh-Effekt.

Mit steigendem elektrischen Feld steigt der Absorptionskoeffizient für Photonenenergien kleiner der Bandlückenenergie. Dies entspricht einer Verschiebung der Absorptionskante zu niedrigeren Energien. Die größte Änderung des Absorptionskoeffizienten bei kleinen Feldstärken erfolgt aufgrund der exponentiellen Abhängigkeit in unmittelbarer Nähe zur Absorptionskante. Große Feldstärken rufen dagegen nur vergleichsweise kleine weitere Veränderungen hervor. Insgesamt ist die Verschiebung und Abflachung der Absorptionskante zu größeren Wellenlängen hin zu beobachten. Zu höheren Energien ist ein oszillatorisch abklingendes Verhalten der differentiellen Absorption beobachtbar. Grund für diese sog. Franz-Keldysh-Oszillationen ist ebenfalls der quantenmechanische Tunneleffekt, welcher auch die Photonenabsorption oberhalb der Bandkante beeinflusst.
Der Franz-Keldysh-Effekt tritt in Volumenhalbleitern auf. Im Gegensatz dazu wirkt in Quantenfilmstrukturen der quantenunterstützte Stark-Effekt (engl. quantum confined Stark effect, QCSE). Beide Effekte werden zur Lichtmodulation in Elektroabsorptionsmodulatoren in der Nachrichtentechnik verwendet. Die notwendigen Feldstärken betragen einige hundert Kilovolt pro Zentimeter. Diese Feldstärken lassen sich mit Diodenstrukturen problemlos realisieren (Beispiel: pin-Diodenstruktur mit 300 nm dicker i-Zone, in Sperrrichtung angelegte elektrische Spannung: 3 V, damit beträgt die elektrische Feldstärke in der i-Zone 100 kV/cm).